# Антоній (Андрейкович)
Антоній Андрейкович (у світі Добриня Ядрейкович, ?, Новгород — 1231/1232/1238) — релігійний діяч, архієпископ Новгородський і Псковський, єпископ Перемишльський, святитель. Пам'ять — на 2-й тиждень по П'ятидесятниці, в Соборах Новгородських святителів і Новгородських святих.

## Життєпис
Належав до неревського боярства з роду Малишевичів. У світі Добриня, син Ядрей Прокшинича. Постригся в ченці в Хутинському монастирі, що на Волхові.
Здійснив подорож до Святої Землі, Царграда, залишив опис собору Святої Софії, також святинь, що знаходилися в Константинополі до розорення його хрестоносцями в 1204 році. Привіз з Єрусалима дерев'яний хрест, зроблений зі Святого Животворящого Дерева, який зберігався згодом в Новгородському Софійському соборі.
Святитель Митрофан невдоволеними новгородцями був вигнаний з міста, а на місце без відома митрополита Київського вибрали 1212 року Антонія єпископом Новгородським.
У 1218 році новий владика сприяв будівництву кам'яної церкви св. Варвари в Хутинській обителі. У 1219 році під час огляду єпархії новгородці розкаялися у своїй несправедливості до Митрофана Новгородського (†1223). Антонію сказали, щоб він їхав, куди хоче, бо Новгород має іншого архіпископа. Антоній, визнаючи себе законним пастирем, повернувся до Новгорода. Громадяни були в крайньому затрудненні, не знаючи, що робити з двома архієпископами, тому відправили їх до Києва на суд до митрополита Матвія. Митрополит вирішив на користь Митрофана, послав Антонія єпископом до Перемишля в Галичині у 1220 році. На його місце заступив Арсеній з Хутинських ченців, який через два роки був вигнаний.
Антоній був знову покликаний в 1225 році. Через слабке здоров'я і позбавлений дару мови з 1228 року він добровільно залишився в Хутинському монастирі.
Потім Арсеній повторно прийняв пастирський жезл. В цей час Новгород став жертвою природних лих: від половини серпня до грудня безупинні зливи спустошили поля. Народ, бажаючи кого-небудь звинуватити, повстав супроти нового владики. «Бог карає нас за підступність Арсенія» — говорили безрозсудні, — «Він випровадив Антонія в Хутинь і несправедливо присвоїв собі сан, підкупивши князя Ярослава-Феодора». Після шумного віче народ витягнув Арсенія з архієпископського будинку і трохи не убив його як злочинця. Арсеній шукав притулку і в Софійському храмі, і в монастирі Хутинському, звідки німий Антоній повинен був повернутися у будинок святительський.
Михайло Всеволодович, князь Чернігівський, що прибув князювати в Новгороді, запропонував громадянам обрати іншого святителя на місце Антонія, пригніченого недугою. Одні хотіли мати владикою єпископа Волинського, Йоасафа, інші — Михайла або диякона Спиридона, а деякі якогось грека. Поклали три жереби на вівтар св. Софії і немовля, син Михайлів, зняло два. Третій залишився Спиридонів — диякон був оголошений архіпастирем новгородським.
Антоній повернувся до Хутинського монастиря, де помер 8 жовтня в 1230-х роках. Його мощі спочивають в прибудові Новгородської Софії.